# アルマン・フィゾー

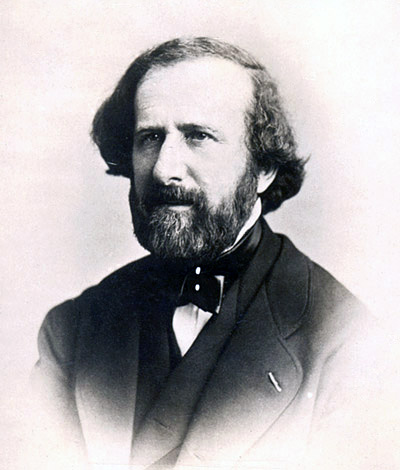
フィゾー

アルマン・イッポリート・ルイ・フィゾー（Armand Hippolyte Louis Fizeau, 1819年9月23日 - 1896年9月18日）は、フランスの物理学者。地上で初めて光速度を測定したことを始め、光学における業績がある。

## 光速度の測定
フィゾーは、世界初の太陽の写真撮影や水中の光速度が空気中より遅いことの証明、光の干渉実験などを行った。
物理学史上有名なのは1849年に回転歯車を用いて光速度の測定を行なった野外実験である。彼の得た値は3.15×105km/sであった。そして、この数値は、電磁気学のヴェーバー、コールラウシュ、マクスウェルらの理論と照らしあわされることで、重大な影響を与えた。なかでもマックスウェルは自作の理論の中で出てくる計算値のひとつがフィゾーの実験値にとても近いことを知って、自分が求めたものはフィゾーの光速だと思われることを禁じえないという、知人宛の手紙が残っている。
後に、フーコーは室内で実験より良い数値を得たが、それはフィゾーよりずっと後のことである。
この他、光にたいしてもドップラー効果が現れると主張した。そのため天体の光のドップラー効果のことをドップラー・フィゾー効果と呼ぶことがある。